# Shoot 'Em Up
För speltypen, se Shoot 'em up.
Shoot 'Em Up är en amerikansk action/thriller/svart komedi-film från 2007. Den är skriven och regisserad av Michael Davis (Monster Man) och producerad av Susan Montford, Don Murphy och Rick Benattar. Filmen hade premiär 7 september 2007. Huvudrollerna spelas av Clive Owen och Monica Bellucci. Filmen fick blandad kritik från recensenterna, på internetsidan metacritic har filmen fått ett medelbetyg på 49 av 100 baserat på 29 recensioner. Under filmens första helg spelade den in 5 450 000 dollar på 2108 biografer vilket placerade den på fjärde plats av filmerna som visades då.

## Handlingen
Filmen följer "Mr. Smith" (Clive Owen), en luffare som verkar ha en omfattande militärbakgrund, en förkärlek för morötter och som inte vill något mer än att bli lämnad ensam. Smith blir intrasslad in en komplex politisk konspiration då han hjälper en gravid kvinna förlösa sitt barn, samtidigt som de blir jagade av lönnmördare. Efter att kvinnan mördas tar han barnet och flyr till en ammande prostituerad vid namn Donna (Monica Bellucci). Den osannolika familjen förföljs av den intelligenta och hänsyslösa Hertz (Paul Giamatti) och hans armé av busar. Ett överflöd av eldstrider följer, mellan vilka Smith pusslar ihop den riktiga historien: en amerikansk senator, och anhängare av vapenkontroll, som har fött upp barn för att ta deras benmärg som behandling för sin cancer, och en framträdande vapenbaron som kontrakterat Hertz att mörda barnen. Efter att Smith har mördat senatorn tas han till fånga av Hertz som försöker få honom att berätta var Donna och barnet är. Han lyckas dock fly och döda Hertz. Filmen slutar med att han slår ut några stackars rånare som försöker råna en "Dairy Queen"-restaurang där han ska återförenas med Donna och barnet.

## Rollista
- Clive Owen - Smith
- Paul Giamatti - Karl Hertz
- Monica Bellucci - Donna Quintano
- Stephen McHattie - Hammerson
- Greg Bryk - Lone Man
- Daniel Pilon - Senator Rutledge
- Sidney Mende-Gibson - Baby Oliver
- Lucas Mende-Gibson - Baby Oliver
- Kaylyn Yellowlees - Baby Oliver
- Ramona Pringle - Baby's Mother
- Julian Richings - Hertz's Driver
- Tony Munch - Man Who Rides Shotgun

## Produktion
När manusförfattaren/regissören Michael Davis lade fram sitt originalkoncept för filmstudiorna hade han sammanställt en 17 minuter lång animerad film, bestående av 17 000 teckningar, för att ge dem en idé om hur actionscenerna skulle utspelas. New Line Cinemas VD Bob Shaye nappade på projektet och lät Davis regissera. Efter att Clive Owen med flera hade skrivit på började filmen spelas in i Toronto, Ontario, Kanada mellan 13 februari 2006 och 8 maj 2006. Trots att Variety rapporterade en planerad premiär under julhelgen 2006 förekom förhandsvisningar i september detta år. Men den hade inte premiär förrän 7 september 2007. Filmen fick väldigt bra respons från publiken på 2007 års serietidningsmässa i San Diego. Monica Bellucci, som talar ett antal språk, dubbade sig själv i den franska och italienska versionen av filmen.

## Blu-Ray och DVD
Filmen släpptes på High Definition-formatet Blu-ray och DVD på nyårsdagen den 1 januari 2008.